# Башта Еврика
Башта Еврика (англ. Eureka Tower) — найвищий хмарочос Мельбурна, та другий за висотою в Австралії. Висота 91-поверхового хмарочоса становить 300 метрів. Будівництво було розпочато в серпні 2002 і завершено в червні 2006 року, офіційно було відкрито 11 жовтня 2006 року. Проект було розроблено архітектором Фендером Катсалідисом, а будівництво велося австралійської компанією «Grollo Australia».
На 84 поверсі знаходиться обсерваторія.

## Назва
Башта Еврика названа вчесть Еврикського повстання 1854 року в штаті Вікторія, котре відбулося в роки австралійської «золотої лихоманки». Ці події відобразилися не лише в назві, а і в дизайні хмарочоса, в котрому присутній елемент золотої корони - символізуючий «золоту лихоманку» та червона стрічка, символізуюча кров пролиту під час повстання. Синє скло, покриває більшу частину поверхні хмарочоса, відображаючи тим самим синій фон прапора повсталих, а білі лінії - шкалу на мірній лійці золотошукачів.

## Будівництво
Будівництво Башти Еврика було розпочато в серпні 2002 року і закінчено в червні 2006 року.
При будівництві хмарочоса використовувався бетон із застосуванням методу рухомої опалубки. Всього було витрачено 110 000 тонн бетону, а також 5000 тонн арматурної сталі , вартість будівництва - близько 500 млн австралійських доларів . Останні десять поверхів хмарочосу мають заскління з покриттям з чистого золота  в 24 карати .

## Галерея

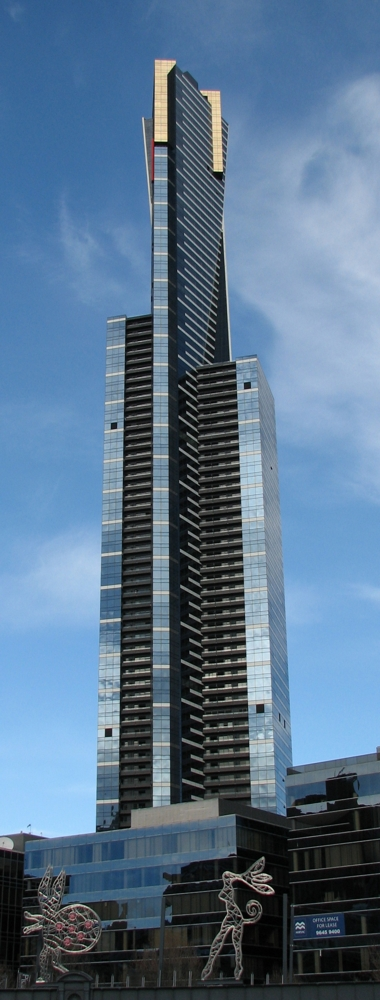
Башта Еврика з ріки
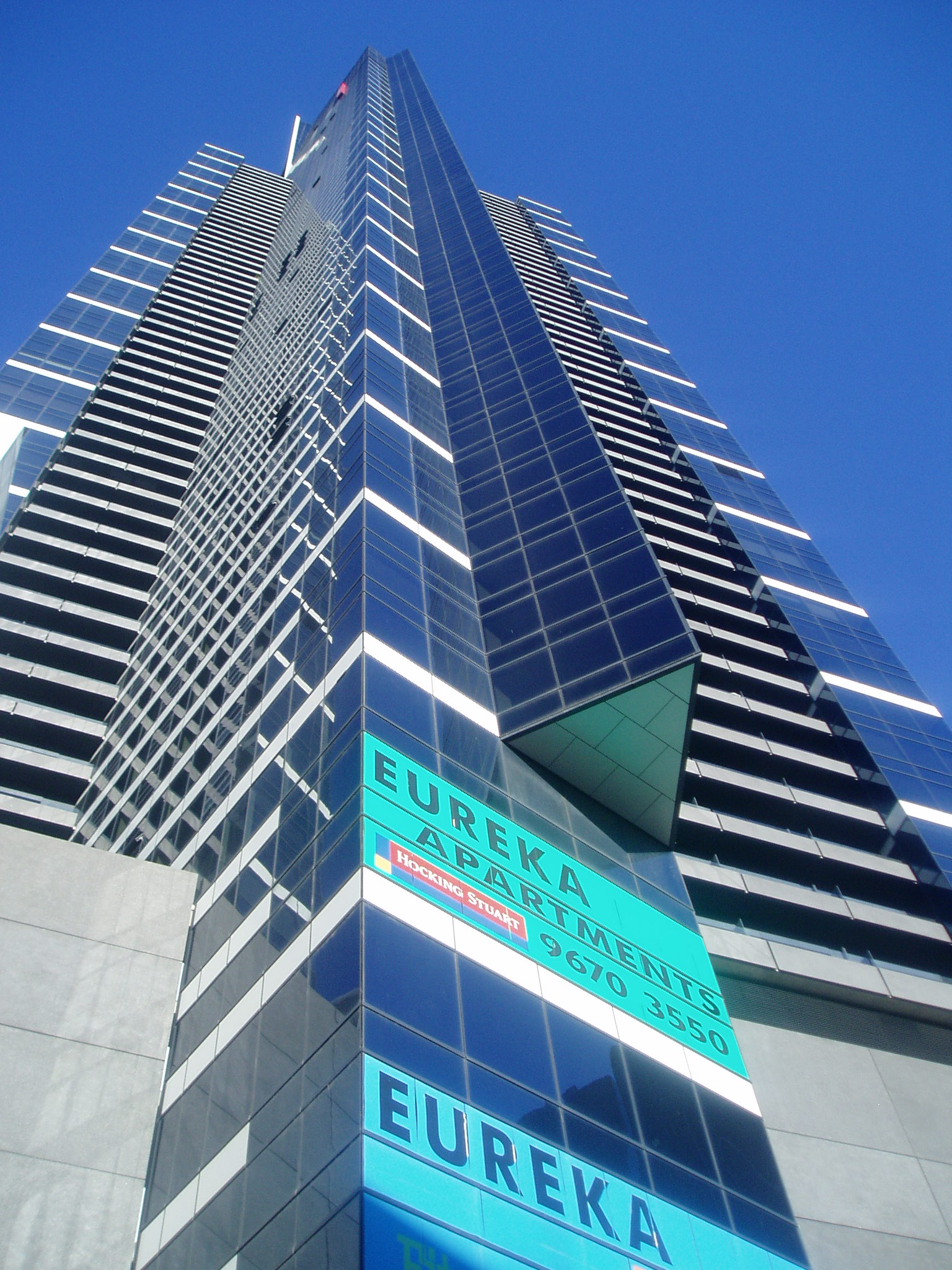
Вид на вежу знизу
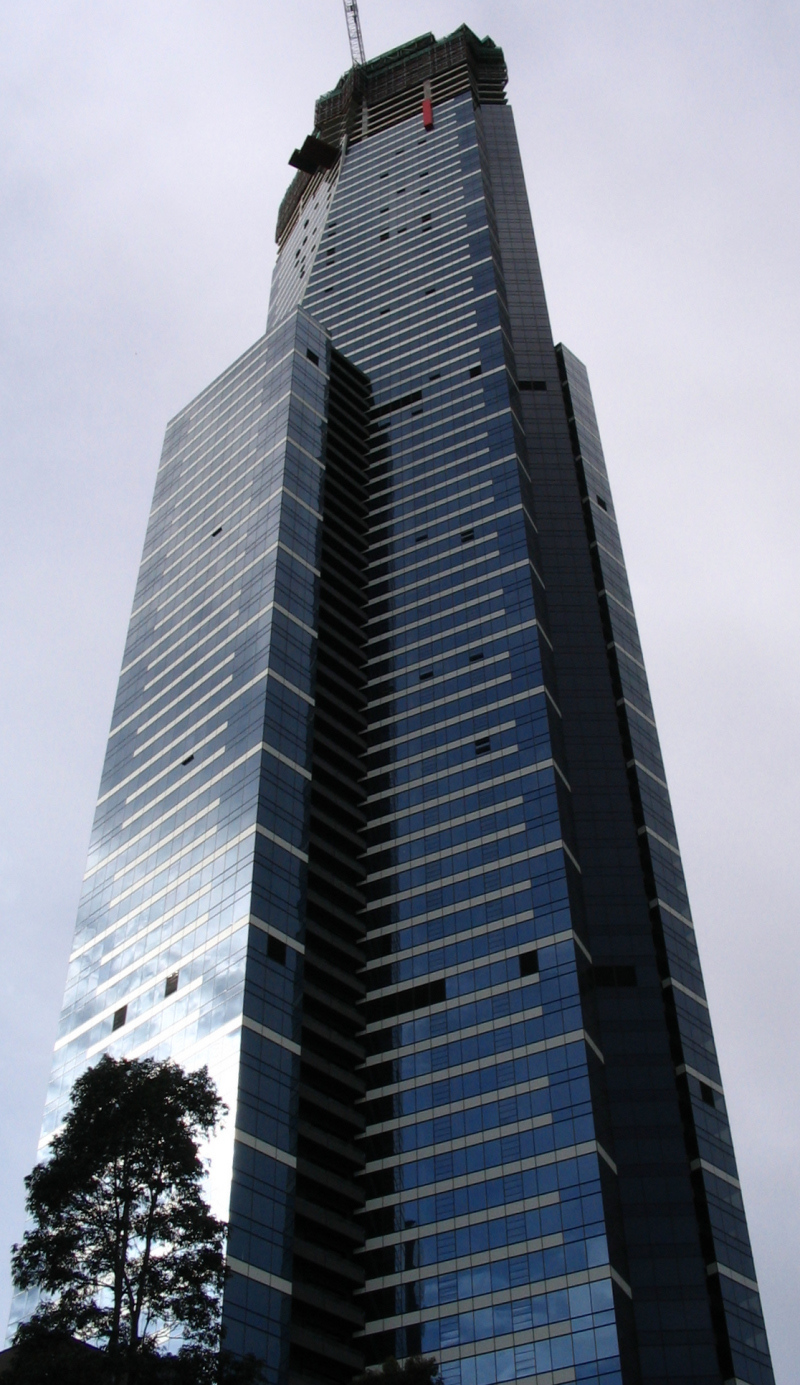
Башта Еврика під час будівництва
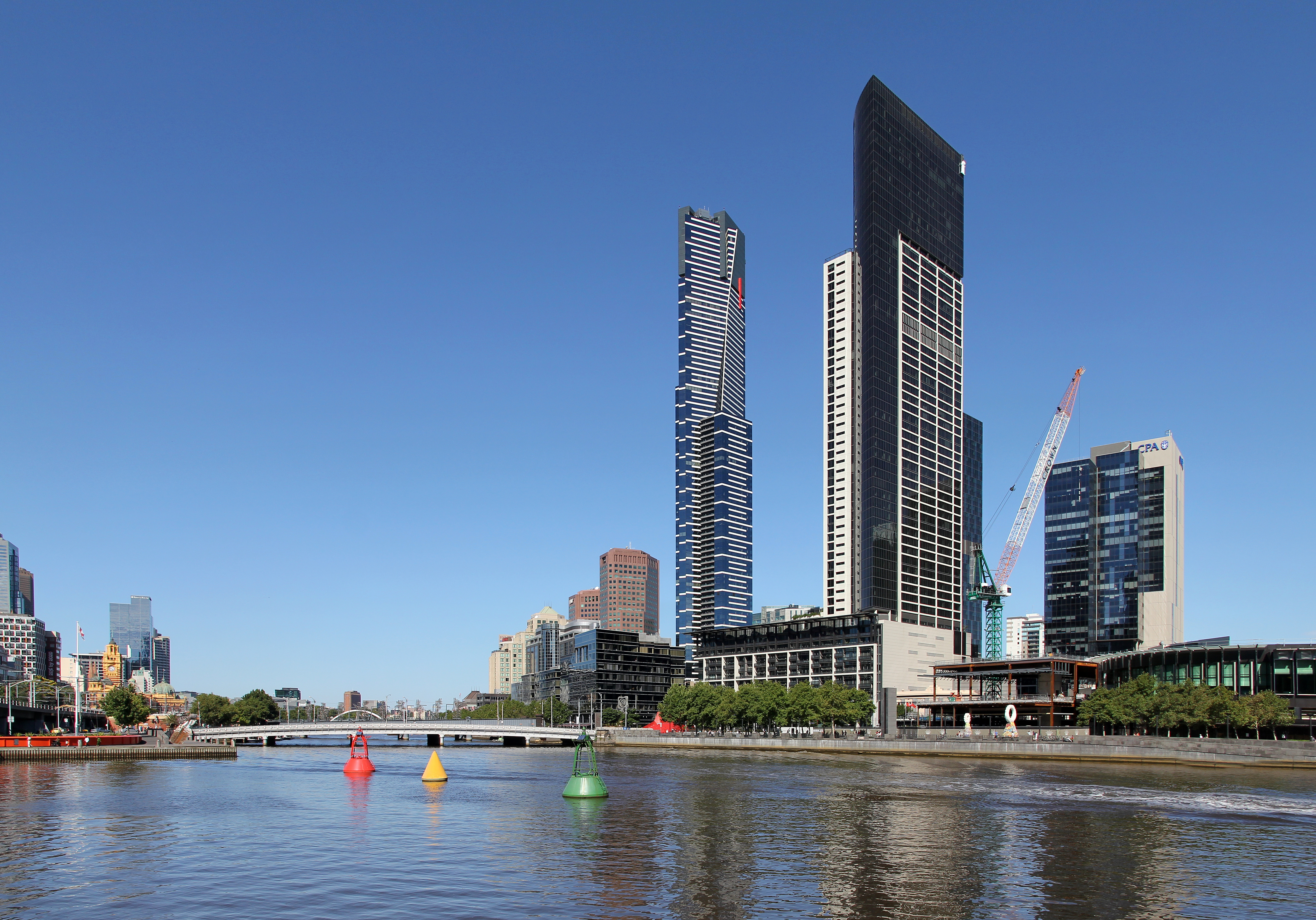
Башта Еврика з іншого беріга р. Ярра